# Nikolausbaude

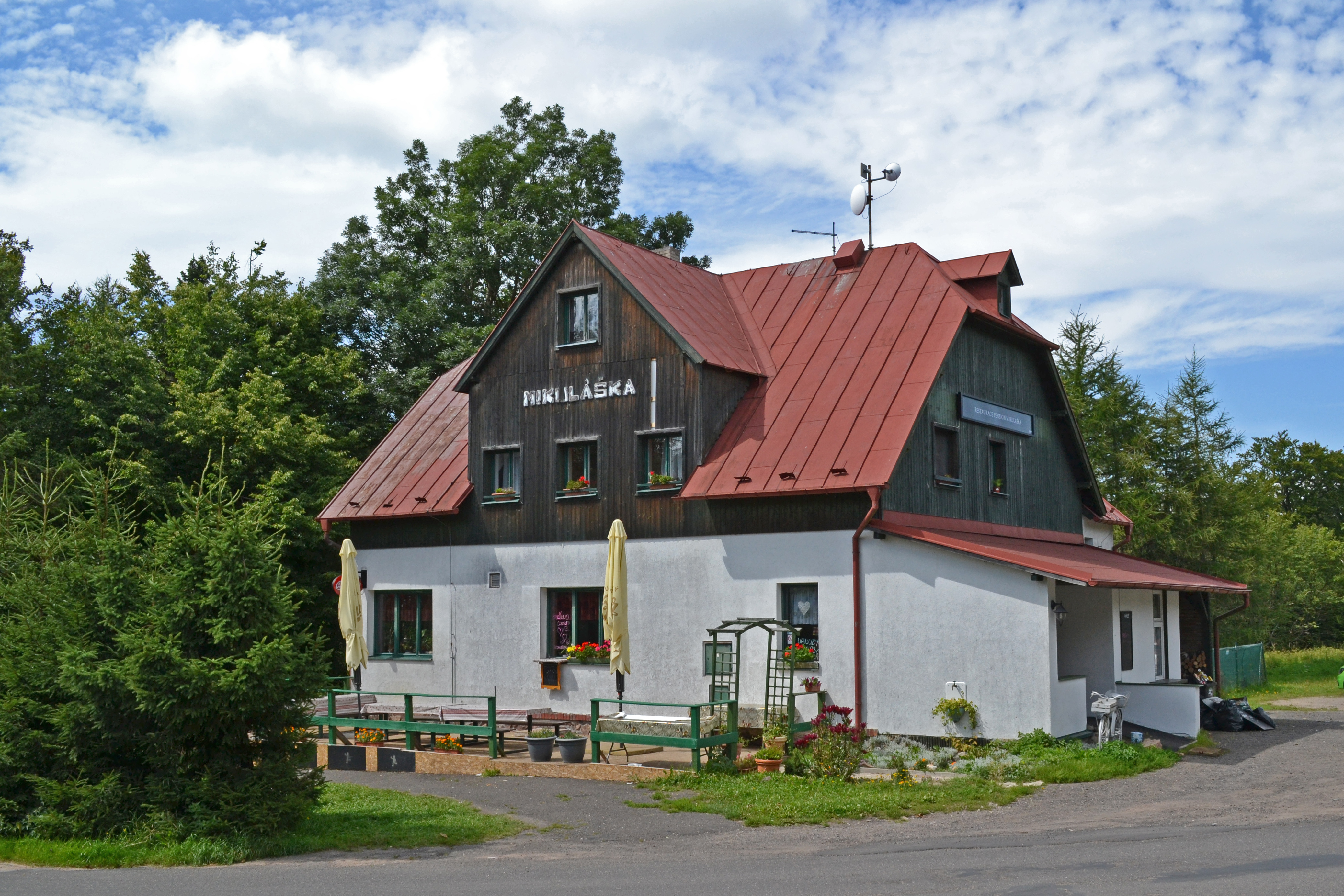
Nikolausbaude in Mikulov-Niklasberg

Die Nikolausbaude (tschechisch Horská chata Mikuláška) ist eine privat geführte Bergbaude im östlichen Erzgebirge. Sie gehört zur Gemeinde Mikulov im Ústecký kraj (Aussiger Region) der Tschechischen Republik und befindet sich in der Euroregion Elbe/Labe.

## Geographische Lage
Die Nikolausbaude liegt zusammen mit der größeren Baude Wittichbaude in exponierter Lage auf dem Sattel zwischen dem Pramenáč (Bornhauberg, 909 m n.m.) und dem Klínovčík (Keilberg, 836 m n.m.) am Waldrand in einer Höhe von rund 810 m n.m. unmittelbar am Osterzgebirgskamm unweit des Standortes des historischen namensgebenden Nikolauskreuzes. Früher führte an der Baude direkt der Kammweg vorbei, heute ist es eine im Winter für den öffentlichen Fahrverkehr gesperrte Verbindungsstraße von Cínovec (Böhmisch Zinnwald) nach Nové Město (Neustadt), die als Erzgebirgsmagistrale (Krusnohorska Magistrala R23) besonders von Radfahrern genutzt wird.
In Sichtweite der Nikolausbaude liegt der Gipfel des Bouřňák (Stürmer, 869 m n.m.), auf dessen Gipfel ebenfalls eine Bergbaude steht.

## Geschichte
Die Nikolausbaude entstand wie die Wittichbaude unmittelbar nach dem Ersten Weltkrieg und entwickelte sich im Sommer und im Winter rasch zu einem beliebten Ausflugsziel mit Einkehr- und Übernachtungsmöglichkeit, da sich am Standort der Baude mehrere Wanderwege mit dem besagten Kammweg kreuzten und sich von hier gute Ausflugsmöglichkeiten boten. Von Oktober 1938 bis Mai 1945 gehörte die Nikolausbaude zum Reichsgau Sudetenland des Deutschen Reiches und wurde von Niklasberg aus verwaltet.